# Branis
Branis è un comune dell'Algeria, situato nella provincia di Biskra.